# Mureu Bung U
Mureu Bung U is een bestuurslaag in het regentschap Aceh Besar van de provincie Atjeh, Indonesië. Mureu Bung U telt 531 inwoners (volkstelling 2010).